# Kim Cesarion

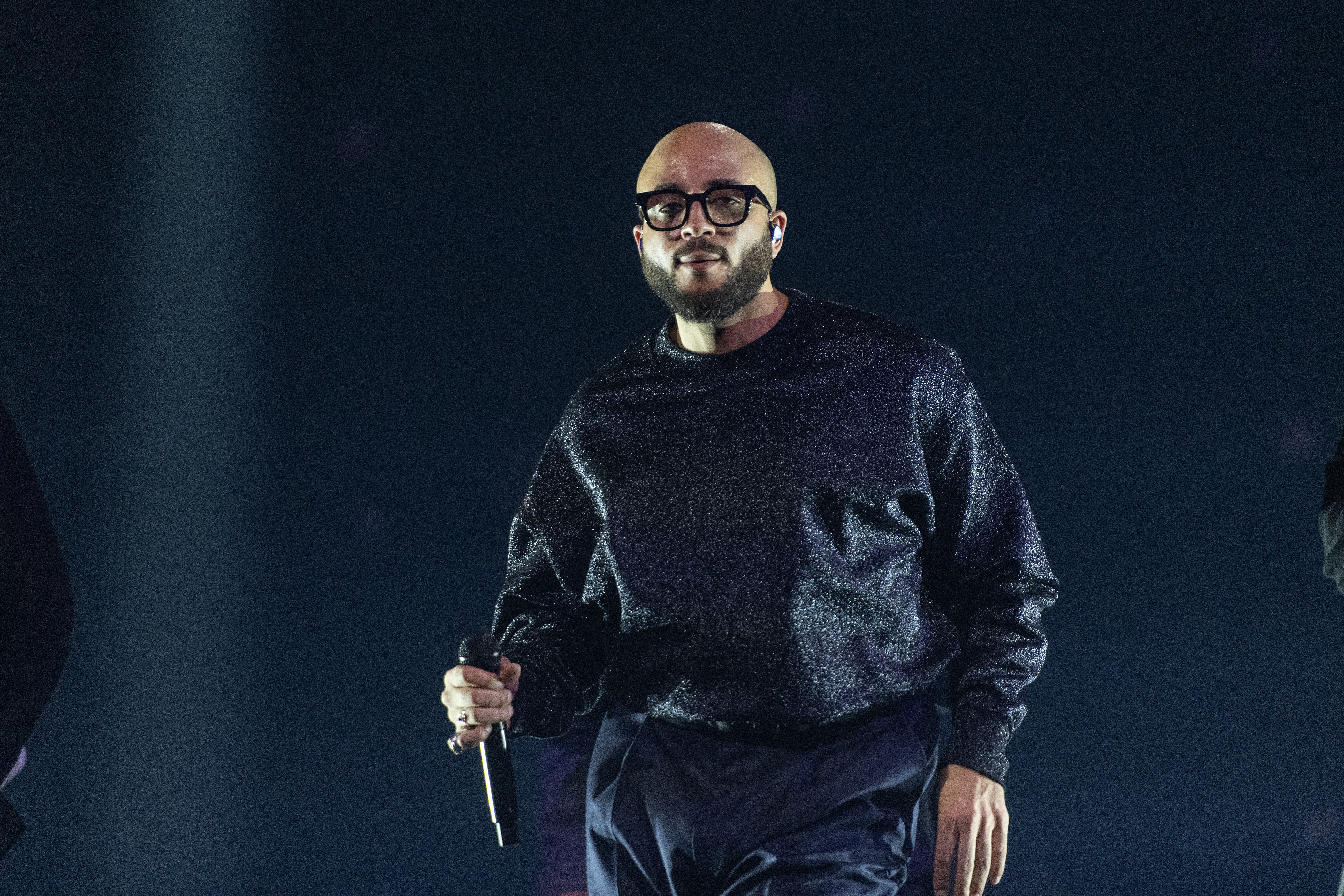
Kim Cesarion, 2024

Kim Cesarion (* 10. Juli 1991 in Stockholm) ist ein schwedischer R&B-Popsänger aus Stockholm.

## Biografie
Kim Cesarion stammt aus einer Musikerfamilie. Er besuchte die Lilla Akademien, eine Musikschule für Kinder und Jugendliche. 2011 wurde er vom Label Aristotracks von Arnthor Birgisson unter Vertrag genommen. Seine Debütsingle Undressed wurde im März 2013 veröffentlicht und stieg bis Juni unter die Top 10 der schwedischen Charts, in den Nachbarländern Norwegen, Finnland und Dänemark konnte er sich in den Top 20 platzieren.
Am 1. Dezember 2023 wurde er als Teilnehmer des Melodifestivalen 2024, dem schwedischen Vorentscheid für den Eurovision Song Contest vorgestellt. Er trat mit dem Lied Take My Breath Away im dritten Halbfinale, am 17. Februar 2024 an, schied jedoch auf dem letzten Platz bereits wieder aus.

## Diskografie
Alben
- Undressed (2014)

Lieder
- Undressed (2013)
- Brains Out (2013)
- I Love This Life (2014)
- Therapy (2016)
- Take My Breath Away (2024)